# رود ویگ
رود ویگ (انگلیسی: Vyg) یک رودخانه در جمهوری کارلیای کشور روسیه است.